# Formule de Machin

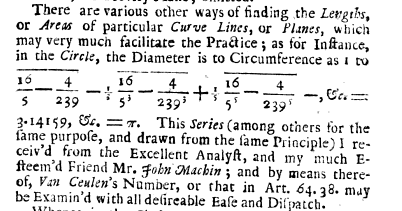
Extrait du Synopsis Palmariorum Matheseos (1706) de William Jones, présentant la série de John Machin.

La formule de Machin fut découverte en 1706 par John Machin et relie le nombre π  à la fonction trigonométrique arctangente :
Cette formule permet de calculer une approximation du nombre π grâce au développement en série entière de la fonction arctangente. John Machin l'utilisa pour obtenir les cent premières décimales de π.

## Démonstrations
On peut démontrer la formule de Machin en utilisant l'identité trigonométrique
{\displaystyle \tan(a+b)={{\tan a+\tan b} \over {1-\tan a\tan b}}.}
Une façon moderne de présenter le résultat est de le relier aux propriétés des nombres complexes. La formule de Machin découle alors de l'identité suivante entre nombres complexes :
{\displaystyle {(5+{\rm {i}})^{4} \over (239+{\rm {i}})}=2\times (1+{\rm {i}}).} 
En effet, on peut montrer l'équivalence suivante :
{\displaystyle m\arctan {\frac {1}{x}}+\arctan {\frac {1}{y}}\equiv {\frac {\pi }{4}}{\pmod {\pi }}\Leftrightarrow (x+{\rm {i}})^{m}(y+{\rm {i}}){\rm {e}}^{-{\rm {i}}{\frac {\pi }{4}}}\in \mathbb {R} .}
Ceci permet de conclure en remarquant que l'on peut encore remplacer {\displaystyle y+{\rm {i}}} par {\displaystyle {\frac {1}{-y+{\rm {i}}}}} et en vérifiant que {\displaystyle 4\arctan {\frac {1}{5}}-\arctan {\frac {1}{239}}} est strictement compris entre {\displaystyle {\frac {\pi }{4}}-\pi } et {\displaystyle {\frac {\pi }{4}}+\pi }.

## Utilisation
Le développement de arctan en série entière fournit la méthode de calcul suivante :
{\displaystyle {\frac {\pi }{4}}=4\sum _{n=0}^{\infty }(-1)^{n}{1 \over {2n+1}}\left({\frac {1}{5}}\right)^{2n+1}-\sum _{n=0}^{\infty }(-1)^{n}{1 \over {2n+1}}\left({\frac {1}{239}}\right)^{2n+1}.}

## Formules du type de Machin
D'autres formules du même type ont été découvertes, et on appelle « formules du type de Machin » les formules de la forme :
{\displaystyle {\frac {\pi }{4}}=\sum _{n}^{N}a_{n}\arctan {\frac {1}{b_{n}}}}
où les {\displaystyle a_{n}} et les {\displaystyle b_{n}} sont des entiers.

### Formules historiques
Il n'existe que trois autres formules du type de Machin avec deux termes seulement. Elles ont été découvertes respectivement par Euler, Hermann et Hutton (1776, utilisée par Vega en 1789) :
{\displaystyle {\frac {\pi }{4}}=\arctan {\frac {1}{2}}+\arctan {\frac {1}{3}},}
{\displaystyle {\frac {\pi }{4}}=2\arctan {\frac {1}{2}}-\arctan {\frac {1}{7}},}
{\displaystyle {\frac {\pi }{4}}=2\arctan {\frac {1}{3}}+\arctan {\frac {1}{7}}.}
Elles découlent respectivement des identités suivantes entre nombres complexes :
{\displaystyle {(2+{\rm {i}})(3+{\rm {i}})}=5(1+{\rm {i}}),}
{\displaystyle {(2+{\rm {i}})^{2} \over (7+{\rm {i}})}={\frac {1+{\rm {i}}}{2}},}
{\displaystyle {(3+{\rm {i}})^{2}(7+{\rm {i}})}=50(1+{\rm {i}}).}
Il est en fait possible de construire une infinité de formules de ce type en utilisant plus de termes, mais seules les formules les plus efficaces historiquement pour calculer le nombre {\displaystyle \pi } sont devenues célèbres.
{\displaystyle {\frac {\pi }{4}}=12\arctan {\frac {1}{18}}+8\arctan {\frac {1}{57}}-5\arctan {\frac {1}{239}}} (Carl Friedrich Gauss) 
{\displaystyle {\frac {\pi }{4}}=44\arctan {\frac {1}{57}}+7\arctan {\frac {1}{239}}-12\arctan {\frac {1}{682}}+24\arctan {\frac {1}{12943}}} (Carl Størmer, 1896) 
{\displaystyle {\frac {\pi }{4}}=12\arctan {\frac {1}{49}}+32\arctan {\frac {1}{57}}-5\arctan {\frac {1}{239}}+12\arctan {\frac {1}{110443}}} (Kikuo Takano, 1982). 
La recherche de formules de Machin efficaces se fait désormais systématiquement à l'aide d'ordinateurs. Les formules les plus efficaces du type de Machin actuellement connues pour calculer π sont :
{\displaystyle {\frac {\pi }{4}}=183\arctan {\frac {1}{239}}+32\arctan {\frac {1}{1023}}-68\arctan {\frac {1}{5832}}+12\arctan {\frac {1}{110443}}-12\arctan {\frac {1}{4841182}}-100\arctan {\frac {1}{6826318}}}
黃見利 (Hwang Chien-Lih, 1997) 
{\displaystyle {\frac {\pi }{4}}=183\arctan {\frac {1}{239}}+32\arctan {\frac {1}{1023}}-68\arctan {\frac {1}{5832}}+12\arctan {\frac {1}{113021}}-100\arctan {\frac {1}{6826318}}-12\arctan {\frac {1}{33366019650}}+12\arctan {\frac {1}{43599522992503626068}}}
黃見利 (Hwang Chien-Lih, 2003) 
Il existe d'autres formules qui convergent plus rapidement vers π, comme la formule de Ramanujan, mais elles ne sont pas du type de Machin.

### Formules de type Machin basées sur la suite de Fibonacci
On peut construire de façon très simple des formules de type Machin en utilisant les termes de la suite de Fibonacci {\displaystyle (F_{n})_{n\in \mathbb {N} }}.
En effet, en utilisant l'identité de Cassini :
{\displaystyle \forall n\in \mathbb {N} ,\ F_{p+1}F_{p-1}-F_{p}^{2}=(-1)^{p}}
on peut déduire l'égalité :
{\displaystyle \forall n\geqslant 1,\ \arctan {\frac {1}{F_{2n}}}=\arctan {\frac {1}{F_{2n+1}}}+\arctan {\frac {1}{F_{2n+2}}}.}
On peut en déduire les formules :
{\displaystyle \forall n\in \mathbb {N} ,\ \pi =4\sum _{k=1}^{n-1}\arctan {\frac {1}{F_{2k+1}}}+4\arctan {\frac {1}{F_{2n}}}.}
La formule de type Machin découverte par Euler correspond au cas n = 2.

### Formules de type Machin basées sur les développements de Lehmer
Des formules de type Machin reposent sur le développement en contangente continue de Lehmer d'un nombre rationnel : pour un nombre positif rationnel x donnée, il existe un unique ensemble fini d'entiers positifs (bk)1 ≤ k ≤ N vérifiant,
{\displaystyle b_{k}\geqslant b_{k-1}^{2}+b_{k-1}+1}
telle que :
{\displaystyle x=\cot \left(\sum _{k=0}^{N}(-1)^{k}\operatorname {arccot}(b_{k})\right)=\cot \left[\sum _{k=0}^{N}(-1)^{k}\arctan \left({\frac {1}{b_{k}}}\right)\right].}
Une suite de nombres bien choisis donne des formules efficaces, mais les derniers termes sont souvent de grands nombres.

## Recherche de formules efficaces
Afin de déterminer l'efficacité d'une formule du type de Machin, Derrick Lehmer a défini une mesure, pour la formule :
{\displaystyle F\longleftrightarrow {\frac {\pi }{4}}=\sum _{k=1}^{n}a_{k}\arctan {\frac {1}{b_{k}}}}
on pose 
{\displaystyle \mu (F)=\sum _{k=1}^{n}{\frac {1}{\log _{10}(|b_{n}|)}}.}
La mesure quantifie la « quantité d'effort » requis par la formule, et celle-ci sera d'autant meilleure que sa mesure sera petite.
La meilleure formule connue à ce jour selon ce critère est:
{\displaystyle {\begin{aligned}{\frac {\pi }{4}}&=83\arctan {\frac {1}{107}}+17\arctan {\frac {1}{1710}}-22\arctan {\frac {1}{103697}}-24\arctan {\frac {1}{2513489}}\\&-44\arctan {\frac {1}{18280007883}}+12\arctan {\frac {1}{7939642926390344818}}+22\arctan {\frac {1}{3054211727257704725384731479018}}.\end{aligned}}}